# かつみ♥さゆり
かつみ♥さゆりは、吉本興業（東京本社）所属の夫婦お笑いコンビ。メンバーは、かつみ♥（旧 太平かつみ）と♥さゆり（同 尾崎小百合）。愛称は、かつさゆ。
漫才のほか、テレビ番組のレポーターなども務めている。また、かつみの多額の借金に関する様々なエピソードでも知られている。2017年、80歳で完済できる目途が立った。

## メンバー
かつみ♥（1963年2月27日 - ）（62歳）
ツッコミ担当。本名、市田 克彦（いちだ かつひこ）。
京都府出身、血液型O型。京都市立川岡小学校・白浜町立白浜第一小学校を経て和歌山県立箕島高等学校商業科、桃山学院大学経済学部卒業。箕島高校時代は野球部所属。大学では落研へ所属、高座名は「我楽多亭正露丸」。師匠は大平シローで、NSC大阪校2期出身。フランス人女性、広島弁の女性との交際を経て1996年3月27日に♥さゆりと結婚。

桂文枝一門の定紋である結三柏。

♥さゆり（1969年7月15日 - ）（56歳）
ボケ担当。本名、市田 小百合（いちだ さゆり）。
兵庫県神戸市長田区出身、血液型B型。兵庫県立夢野台高等学校卒業、大阪音楽大学短期大学部ピアノ科中退。師匠は六代桂文枝。アイドルグループ・吉本坂46のメンバー（現在活動休止中）。

## コンビ結成の経緯
かつみ♥は1984年8月に元「トラコ&与作」の与作と「太平かつみ・ひろみ」を組むも、程なくして解散した。1985年に月亭八方の弟子であった同期のきびのだんごと共にコンビ「どんきほ〜て」を結成、1987年に「ABCお笑い新人グランプリ」（朝日放送主催）で最優秀新人賞を受賞など数々の賞を獲得するも、きびのだんごが義父（妻の父）が経営するディスカウントチェーン『ジャパン（現・スギホールディングス）』へ後継者として入社するため、1999年11月を以て引退に伴い解散。
2000年4月、中田カウスの勧めにより妻である♥さゆりと共に「太平かつみ・尾崎小百合」として夫婦漫才コンビを結成。清水坂の清水順正「桂三枝の順正ゆどうふ食べくらべ大会」で初漫才。
2002年2月に行われたイベント『ぼよよ〜ん』内の観客およびインターネットによる投票による改名企画により、コンビ名を「かつみ♥さゆり」に改名。さゆりが髪飾りを自分で引っ張る「あ〜ボヨヨ〜ン」のギャグで人気を得る。
なお、結婚披露宴の媒酌人は桂三枝夫妻であった。出会いのきっかけは『三枝の激闘スタジアム』にて共演し、番組で帰りが遅くなった♥さゆりを自宅まで送るよう三枝がかつみ♥にお願いしたが、♥さゆりを乗せた車中で意気投合した流れでかつみ♥が♥さゆりをラブホテルに連れ込み押し倒したのが始まりであったと、♥さゆり自身が明らかにしている。

## 人物

### かつみ♥
京都の鳴滝音戸山町の、とある大資産家の3番目の愛人による子供として生まれる。しかし実の父親とは5回程度しか会っておらず、母子家庭で資金援助は一切無かった。実母の実家は駄菓子屋経営。アニメのTシャツを着る機会が多い。下戸。高校卒業後はエール予備校に1年通った。同じタイへイ門下のジミー大西は1年先輩。女性によく声をかけていて、近所のコンビニで、きれいな女性と思って声をかけたら石田靖の嫁だった。ぼんちおさむの嫁にも声をかけたことがある。
高校時代
高校野球の名門である箕島高校の野球部へ所属。部が春夏連覇を果たした際、かつみ♥は2年生でアルプススタンドにて応援していた。1学年上の先輩には石井毅や嶋田宗彦などがいた。
財テク
25歳頃から財テクに乗り出し、株や不動産の売買で3億円を稼ぎ出す。信用取引の大勝負に出たが、相場はかつみ♥の予想通りにはいかず大暴落（バブル崩壊）。かつみ♥は4億7000万円の大損を被り、1億7000万の借金を背負わされる羽目になった。
財テクにまつわる不運
オオクワガタの繁殖を試みたが、♥さゆりがコバエ退治のためバルサンを誤って焚き失敗。ピコピコドンという100円ショップの経営にも乗り出したが、大量の発注ミスがあり閉店。
2007年には起死回生を狙い、新たにラーメン店経営へ着手。11月1日（たむらけんじの「炭火焼肉たむら」2号店と同日）、かつみ♥をオーナーとして♥さゆりの兄（開店に向け3か月間有名ラーメン店で修行した）が店長を務めるラーメン店「ボヨヨンラーメン ウマインジャー」を大阪市都島区にオープン。♥さゆりが自分の部屋をイメージして手がけた内装は、ピンクを基調とした壁紙にハート型の鏡やシャンデリア、『暮らしカルマガジン みかさつかさ』で当時共演していた秋野暢子が描いた絵画などが飾られ、通常のラーメン店のイメージとは一線を画したものとなっている。本人曰く「（♥さゆりの部屋に来てもらうというイメージでデザインしたら）ラブホみたいになってもーた」とのこと。また店の看板も、かつみ♥が手書きしたイメージを元に看板屋へデザインしてもらうよう♥さゆりに頼んでいたが、♥さゆりが看板屋に「これで作ってください」と頼んでしまったためロゴがデザインされることなく、かつみ♥が手書きしたままの文字が施された看板となった。
店の経営は♥さゆりの兄に任せていたが、売上の低迷に加え店内アルバイトの募集に応募してきた人物をほぼ全員採用する（日本語も話せない外国人を含む）など経営の杜撰さが露わになり、メロンパン販売で人気回復を目論むも裏目に出て2008年6月末を以て閉店。その後は2008年11月13日より、千葉県千葉市にあるショッピングモール・One's Mall内にある「ラーメン劇場」で同名のラーメン店を営業していたが、こちらも2009年1月末で閉店。なおメロンパン生地とラーメンのネット通販は、閉店後も引き続き行われていた。2008年の『オールザッツ漫才』ネタ組トリで、たむらがラーメン屋経営の実態を暴露した。
2012年4月28日にはスイーツ食べ放題店「ボヨヨンスイーツガーデン」を、道頓堀の中座くいだおれビルにオープンさせた。今回は店を経営のプロにあらかじめ見てもらい、「ボヨヨンラーメン ウマインジャー」の7ヶ月間を超えて最長となる3年11ヶ月間続いていたが、中座くいだおれビルが香港の投資ファンドに買収された影響で家賃が高騰したため、20回目の結婚記念日にあたる2016年3月27日に閉店。
なお自己破産について聞かれることもあるが、かつみ♥曰く「自分は自力で3億を稼いだ実績があるから、そのプライドで頑張っている」という。また借金については2017年、池田泉州銀行によって低金利での借り換えに成功し支払額を大幅に軽減できている。
美術品投資
2015年に200万で買ったバンクシーの作品が2021年3月時点で4500万の価値。1990年頃に13万5000円で買った草間彌生の作品を、草間がブレイクしてオークションによって90万で売却したが2021年時点で3500万の価値。♥さゆりとの初デートも美術館と画廊巡り。
サウナ好き
『痛快!明石家電視台』（毎日放送）の収録日当日、本来出演の予定だった中川家がマネージャーの連絡ミスによって大阪に来られなくなり、番組スタッフが代役を探していたところ2人のスケジュールが空いていた。♥さゆりとはすぐ連絡が取れたものの、かつみ♥とは一向に繋がらなかった。そこで♥さゆりが長年の勘を働かせ「サウナに行っているのでは」と提言し、それを受けた番組スタッフが大阪市内に位置するサウナへ片っ端から電話したところ、かつみ♥が見つかってどうにか収録には間に合った。
ものまね
持ちネタの1つに沖田浩之があり、沖田が無名であった頃からやっていたと語る。

### ♥さゆり
神戸市で電気店を営む吉永小百合の大ファンの両親の下で生まれ、兄が1人いる。中学の時には新聞配達をしていた。高校ではサッカー部マネージャーを務める。
好きな漫画はキングダム。私服はセシルマクビー。
初仕事は阪急ブーマーへのインタビューだった。
『ドラえもん』の声優が一新された際にかつみ♥や村上ショージと共にオーディションを受けるも、本人曰く台本に載っていない台詞を発したため途中で審査員から「もういいです」と言われ、演技を最後まで披露することなく不合格にされたという。
さゆりと音楽
3歳からピアノを習っていた。入試2ヶ月前に志した音大にも合格していたが、1年で中退。その理由は「通学途中の坂を登るのがしんどかった」ためとしている。
ミスコン荒らしと結婚後の苦労生活
吉本入り以前からミスコン荒らしとして知られ、番組のアシスタントを務めていたこともある。その際に桂文枝と知り合い、一時は文枝の個人事務所に所属していた。かつみ♥との出会いも、文枝（当時は三枝）の冠番組『三枝の激闘スタジアム』（関西テレビ）で共演したのがきっかけ。現在は頬を赤く強調した道化的なメイクを施し三枚目キャラクターとして活動しているが、元々は吉本屈指の美人タレントとして知られた。2022年時点では50歳を超えたが、それでもメークアップもあったとはいえ美人と認められることもある。
吉本入り後は主に吉本新喜劇に出演していた。
結婚前後にかけてはかつみ♥が経営するスナックでも働き、火の車状態の家計を助けていた。またこの頃、「かつみ♥のアホの嫁」（ここでの“アホ”は、“天然ボケ”という意味）として関西のテレビ番組にしばしば出演するようになり、現在のスタイルを築いていった。
奇跡的な大震災の回避
1995年1月17日に発生した阪神・淡路大震災において、神戸市内の♥さゆりの実家が被災。しかし偶然にもかつみ♥とフランス・パリへ旅行中で不在だったために♥さゆりは被災を免れた。♥さゆりの部屋は地震で完全に潰れた状態だったといい、もし彼女が実家にいたら命の危機もあったとされている。♥さゆりの実父はかつみ♥が娘の命を救ってくれたも同然と感激し、2人の結婚を承諾したというエピソードがある。
人気絶頂期の入院
2004年6月中旬にて病に倒れ、かつみ♥のみでのテレビ出演が続いた。診断の結果、♥さゆりは卵巣嚢腫・子宮筋腫・子宮内膜症からなる3つの病気に罹っており1か月後の2004年7月中旬、MBSテレビ『ちちんぷいぷい』で復帰。その後、『最終警告!たけしの本当は怖い家庭の医学』で当時の詳細を語った。
ボヨヨンにまつわるエピソード
♥さゆりのボヨヨン（髪飾り）は手作りで、ヌーブラのケースに入れて保管している。制作費は片方2000円で、「ボヨヨン代」として確定申告もしている。本人曰く以前は一から手作りしていたが、最近は花のパーツを購入し制作している。また、片方7gが最高の重さ（黄金比）であるとも説明している。
ボヨヨンが誕生したきっかけは、かつみ♥が体を張るロケに♥さゆりが勝手に同行してきてお手製のポンポンでかつみ♥を応援していたこと。その後、ポンポンを首に掛けられる様に紐を付けたり頭へ着けるようにするなど試行錯誤を重ね現在のスタイルになる。また、最初は「頑張るポン」という名称だった。♥さゆりのボヨヨンに対し、かつみ♥はネクタイに仕込まれた糸を引っ張るとネクタイがピンと立つ「ネクタイぴーん!」というギャグを持っている。なお、後藤田正純・水野真紀の結婚披露宴の際にこのギャグを当時の首相だった小泉純一郎の前で披露したが、後でSPにこっぴどく叱られたという。

## 受賞歴
- 全日本ネイリスト協会主催 2005年「ネイルプリンセス」関西部門受賞  ※♥さゆりのみ

## 出演

### 関西ローカル
- せやねん!（毎日放送）
- 痛快!エブリデイ（関西テレビ） - 中継リポーターとして出演。
- 暮らしカルマガジン みかさつかさ（毎日放送）
- かつみ♥さゆりのまるごとおおさか（朝日放送テレビ）[注 2]
- かつみ♥さゆりのおしゃべりアミーゴ!（朝日放送ラジオ）[注 2]
- かつみ☆さゆりのお気に入りでチュッ☆（朝日放送ラジオ）
- かつみ♥さゆりのなかよしがいちばん（ジュピターテレコム）
- 地元応援バラエティ このへん!!トラベラー（朝日放送テレビ） - ♥さゆりのみナレーター
- やすしきよしの夏休み（関西テレビ） - ♥さゆりのみのナレーターで毎年8月の週末不定期で放送
- ごきげんライフスタイル よ〜いドン!（関西テレビ） - 2010年4月7日放送、借金人生を振り返った。
- きらきん!（KBS京都） - MC
- ナジャ・グランディーバのチマタのハテナ（eo光テレビ） - ♥さゆりのみ（2021年10月6日から出演）

### 全国ネット
- 痛快!明石家電視台（毎日放送、関西および一部TBSテレビ系列にネット） - 隔週
- いきなり!黄金伝説。（テレビ朝日系列）
- 明石家さんちゃんねる（TBSテレビ系列） - ♥さゆりのみ不定期
- こたえてちょーだい!（フジテレビ系列） - 不定期
- ドラマ家族模様・バブル（NHK大阪） - ♥さゆりのみ・尾崎小百合名義
- FNNスーパーニュース内・スーパー特報（フジテレビ・関東ローカル） - リポーター担当、不定期
- お元気ですか日本列島（NHK総合テレビジョン、2005年4月 - 9月） - 『ハツラツ道場』リポーター
- 徳光和夫の感動再会!"逢いたい"（TBSテレビ系列・サポーター軍団メンバー） - 不定期 当番組では他のメンバーと同様、穏やかな服装で出演している。
- 三枝一座がやってきた!（NHK BS2） - 不定期
- オールスター感謝祭（TBSテレビ系列）
- はなまるマーケット（TBSテレビ系列）
- 魔女たちの22時 死の淵から見事復活!奇跡と涙の芸能人カミングアウトスペシャル（日本テレビ）
- 鈴子の恋（東海テレビ制作、フジテレビ系列）
- TOKIO城島 ほのぼの茂（朝日放送テレビ） - ♥さゆりのみ

### 映画
- 難波金融伝ミナミの帝王「破産 金融屋殺し」（1999年、ケイエスエス）
- 丹下左膳〜百万両の壷（2004年、エデン）

### テレビドラマ
- 『水戸黄門 1000回記念スペシャル』（2003年12月15日）
- 法医学教室の事件ファイル 第32作「アラフォー同窓会に届いた冷凍遺体!」（2011年1月22日、テレビ朝日） - クラス会幹事 役（♥さゆりのみ）

### CD
- 元気だ! ボヨヨン体操〜なかよしがいちばん〜（ワーナーミュージック・ジャパン）

### CM
- あさひ美容外科
- ジョンソン シャット
- ホワイティ梅田
- マンファン（2009年6月 - ）
- カラオケ レインボー
- ジンオートレンタカー（さゆりのみ）
- JTB 旅物語（2012年8月 - 、♥さゆり・ナレーションのみ）
- ジャパンゲートウェイ レヴール（2013年2月 - 、関西地区限定）
- G-7ホールディングス
- フィットライフコーヒー（テレビショッピング）
- コスメディ製薬 クオニスダーマフィラー（さゆりのみ）

## 書籍

### 著書
- 『借金星』（2010年2月19日、ワニブックス）ISBN 978-4847018831

### 関連書籍
- 『きれいに暮らす。関西版2「おうち de ECO」特集』別冊家庭画報（2009年5月11日、世界文化社）ISBN 978-4418091157 - ♥さゆりがエコ住宅をレポート